# Hong Kong en el Festival de la Canción de la UAR
Hong Kong debutó en el Festival de la Canción de la UAR en 2012. La emisora hongkonesa, Television Broadcasts Limited (TVB), ha sido el organizador de la entrada hongkonesa desde el debut del país en el certamen en 2012.

## Historia
TVB es uno de los miembros fundadores del Festival de la Canción de la UAR, ha participado desde la primera edición del Festival Televisivo de la Canción de la UAR 2012.

## Participaciones de Hong Kong en el Festival de la Canción de la UAR
| Año  | Sede  | Artista             | Canción                              | Idioma   | N.º de Actuación |
| ---- | ----- | ------------------- | ------------------------------------ | -------- | ---------------- |
| 2012 | Seúl  | Alfred Hui (許廷鏗) | "Ma Ngai (螞蟻)" (Ma Yi en Mandarín) | Cantonés | N.º 07           |
| 2013 | Hanói | Mag Lam (林欣彤)    | "Shi Jian"                           | Cantonés | N.º 13           |
| 2014 | Macao | Frederick Cheng     | "Xióngmao" (熊貓)                    | Cantonés |                  |